# パナール・ディナX
パナール・ディナX（Panhard Dyna X ）はフランスの自動車メーカーであったパナールが1946年から1954年まで生産した小型大衆車である。
かつてはフランスを代表する4大自動車メーカーとして保守的な大型車を生産していたパナールは、第二次世界大戦後の社会の変化に対応すべく、小型大衆車生産に転進した。その第一作がディナXである。
ルノーやシトロエンのような大メーカーの大衆車よりはワンクラス上を狙った、極めて個性的な設計の乗用車で、前輪駆動(FWD)乗用車設計のパイオニアとして知られるジャン＝アルベール・グレゴワール（Jean-Albert Grégoire ）の設計になる、アルミ系軽合金ALPAX製のプラットフォーム型セミモノコックに、後に高級車ファセル・ヴェガを生産するファセル・メタロン製造のアルミボディを組み合わせ、600-850ccの空冷水平対向エンジンを搭載。
ディナXのエンジンやシャシーはDBなどのスポーツカー・レーシングカーのベースとなった。
日本へは1950年代前半に輸入され、主な納入先は自動車メーカーの研究用であったが、一部はタクシーにも用いられ、当時の過酷な道路事情でたちまちトラブルが多発し、交換部品の入手難から使用不能に追い込まれたと言われる。